# Irura yunnanensis
Irura yunnanensis är en spindelart som först beskrevs av Peng X., Yin C. 1991.  Irura yunnanensis ingår i släktet Irura och familjen hoppspindlar. Inga underarter finns listade i Catalogue of Life.